# Wendell Tyler
Wendell Tyler é um ex-jogador profissional de futebol americano estadunidense.

## Carreira
Wendell Tyler foi campeão da temporada de 1984 da National Football League jogando pelo San Francisco 49ers.